# Apollo Crews
Sesugh Uhaa (ur. 22 sierpnia 1987 w Sacramento w Kalifornii) – amerykański wrestler występujący w federacji WWE w brandzie SmackDown pod pseudonimem ringowym Apollo Crews.
Uhaa rozpoczął karierę wrestlera w 2009 roku, debiutując jako Uhaa Nation. W 2011 podpisał kontrakt z federacją Dragon Gate USA, co pozwoliło mu na wyjazd i występy w jej japońskim odpowiedniku – Dragon Gate. W 2015 Uhaa podpisał kontrakt z WWE i został przypisany do rozwojowego brandu NXT, gdzie otrzymał pseudonim ringowy „Apollo Crews”. W 2016 został przeniesiony do głównego rosteru WWE. W maju 2020 wygrał United States Championship, czyli swoje pierwsze mistrzostwo, w WWE, a następnie w kwietniu 2021 wygrał Intercontinental Championship.

## Dzieciństwo
Uhaa urodził się w Sacramento w Kalifornii i wychował w Atlancie w stanie Georgia. Od dzieciństwa interesował się profesjonalnym wrestlingiem, jego idolami byli Stone Cold Steve Austin, The Rock i Kurt Angle. Dołączył do wojskowego liceum, w którym trenował zapasy, piłkę nożną, futbol amerykański i lekkoatletykę. Liczne dyscypliny sportu były jego ucieczką od ciężkiego życia w wojsku. Uczęszczał też do Auburn University, lecz rzucił studia, by skupić się na karierze wrestlera.

## Kariera wrestlera

### Treningi i scena niezależna
Uhaa rozpoczął treningi w wieku 21 lat pod skrzydłem Curtisa „Mr.” Hughesa w szkółce federacji World Wrestling Alliance 4 (WWA4). W ringu zadebiutował w sierpniu 2009 pod pseudonimem Uhaa Nation. Ponad rok spędził pracując dla federacji niezależnych w stanie Georgia. Występował też dla teksańskiego Pro Wrestling Alliance (PWA) oraz Great Championship Wrestling (GCW) z Phenix City w stanie Alabama. Często pracował z innym podopiecznym szkółki WWA4 – AR Foxem.

### Dragon Gate (2011–2015)
9 września 2011, Uhaa wziął udział w tryoutach federacji Dragon Gate USA (DGUSA). Federacja podpisała z nim kontrakt, a także umożliwiła mu występy w japońskim Dragon Gate, Evolve i Full Impact Pro (FIP). W Dragon Gate USA zadebiutował jeszcze tego samego dnia, pokonując Aarona Dravena w krótkim squashu. Następnego dnia, na gali pay-per-view Untouchable 2011, Uhaa odpowiedział na wyzwanie Brodiego Lee; Uhaa dominował w walce dopóki jego przeciwnik nie uciekł z areny. Dobę później na gali Way of the Ronin 2011 Uhaa pokonał Facade'a, Flipa Kendricka i Sugara Dunkertona w 4-Way matchu. 29 października, Uhaa po raz pierwszy wystąpił dla Full Impact Pro; pokonał Jake’a Manninga zdobywając FIP Florida Heritage Championship.
W ramach storyline'u Uhaa stał się potencjalnym rekrutem kilku ugrupowań Dragon Gate USA. 30 listopada, podczas gali organizowanej przez heelowską stajnię Blood Warriors, Uhaa zadebiutował w japońskim Dragon Gate. Pokonał Kotokę w walce trwającej zaledwie 99 sekund, czym zaimponował członkom Blood Warriors. Uhaa dołączył do ugrupowania i przez resztę tourneé walczył u boku Blood Warriors. Pod koniec 2011 Dragon Gate USA nazwało Uhaa najlepszym debiutantem roku.
14 stycznia 2012 Uhaa zadebiutował w federacji Evolve, wygrywając pojedynek z Pinkiem Sanchezem. Uhaa kontynuował współpracę z Blood Warriors po objęciu pozycji lidera przez Akirę Tozawę i reprezentował ugrupowanie po zmianie nazwy na „Mad Blankey”. 29 marca Uhaa, Tozawa i BxB Hulk pokonali grupy Ronin (Chucka Taylora, Johnny’ego Gargano i Richa Swanna) oraz D.U.F. (Arika Cannona, Pinkiego Sancheza i Samiego Callihana) w 3-Way Trios matchu. Podczas walki Uhaa odniósł poważną kontuzję kolana, przez którą musiał wziąć prawie roczną przerwę od występów.
Uhaa powrócił do ringu 1 lutego 2013, na gali Everything Burns federacji FIP; obronił FIP Florida Heritage Championship w walce z Chasynem Rancem. 2 marca Uhaa powrócił do japońskiego Dragon Gate, wraz z BxB Hulkiem pokonali Dona Fujiiego i Masaakiego Mochizukiego w starciu drużynowym o Open the Twin Gate Championship. Uhaa i Hulk utracili tytuły 5 maja, na rzecz Shingo Takagiego i Yamato. Uhaa wziął udział w turnieju King of Gate, lecz odpadł już w pierwszej rundzie po przegranej z Jimmym Susumu. 28 lipca na Enter the Dragon 2013, gali z okazji czwartej rocznicy powstania DGUSA, Uhaa przegrał walkę z Anthonym Nesem; było to jego pierwsze przegrane starcie w DGUSA. 9 sierpnia Uhaa stracił FIP Florida Heritage Championship na rzecz Gran Akumy.
Uhaa Nation wrócił do Dragon Gate i wkrótce został wyrzucony z Mad Blankey w ramach kary za odmowę walki z wcześniej wygnanym Akirą Tozawą. Uhaa połączył siły z Tozawą, Shingo Takagim, Masato Yoshino, Ricochetem i Shachihoko Boyem, tworząc stajnię Monster Express. 12 stycznia 2014 Uhaa otrzymał szansę zdobycia Open the Freedom Gate Championship, lecz nie zdołał pokonać mistrza Johnny’ego Gargano. 18 marca Uhaa zawalczył o Open the Dream Gate Championship japońskiego Dragon Gate, lecz i tym razem uległ mistrzowi – Ricochetowi. 23 maja Uhaa odnowił kontrakt z Dragon Gate USA.
5 lutego 2015 Uhaa powrócił do Dragon Gate jako niezapowiedziany wcześniej partner Akiry Tozawy; wspólnie pokonali Cyber Konga i Dona Fujiiego. Pod koniec gali skonfrontował się z BxB Hulkiem, wyzywając go do pojedynku o Open the Dream Gate Championship. Ich pojedynek odbył się 1 marca; z walki zwycięsko wyszedł posiadacz mistrzostwa. Była to ostatnia walka Uhaa dla Dragon Gate. W kwietniu Uhaa odbył swoje ostatnie występy dla Evolve.

### WWE

#### NXT (2014–2016)

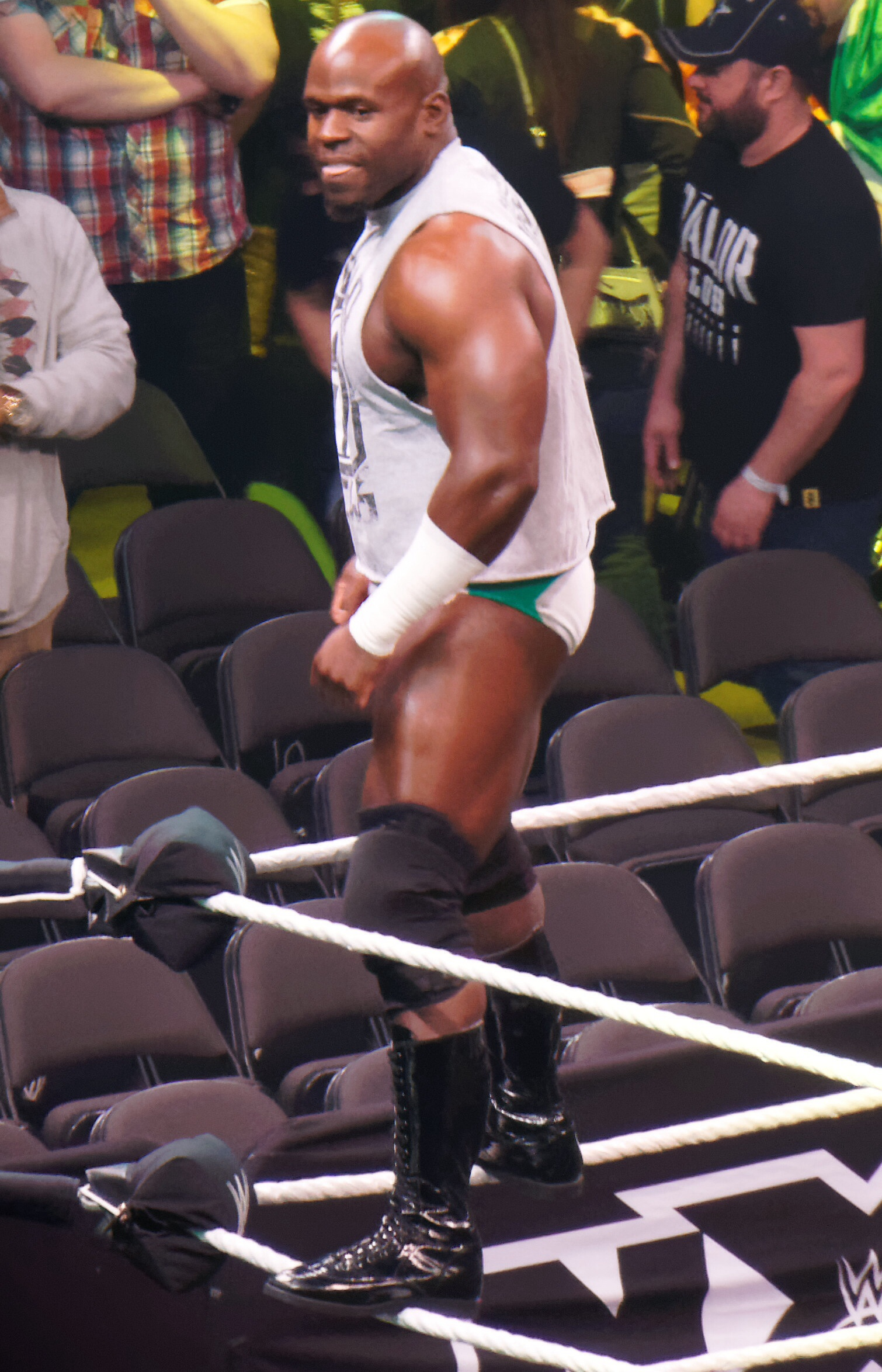
Crews w kwietniu 2016.

W październiku 2014 Uhaa wziął udział w tryoutach WWE i ostatecznie podpisał kontrakt z federacją. Rozpoczął treningi w WWE Performance Center w kwietniu 2015, a po raz pierwszy wystąpił w programach WWE podczas odcinka tygodniówki NXT z 6 maja, gdzie podpisał kontrakt NXT z generalnym menedżerem Wiliamem Regalem. Tuż po tym zaczęto emitować winietki promujące przyszły debiut wrestlera. W czerwcu Uhaa zaczął występować podczas house showów NXT, wciąż używając pseudonimu Uhaa Nation.
5 sierpnia ogłoszono, że Uhaa, już jako Apollo Crews, zadebiutuje w ringu NXT na gali NXT TakeOver: Brooklyn. Nieoficjalnie Crews zadebiutował wcześniej, pokonując Martina Stone’a 13 sierpnia na nagraniach odcinka NXT, wyemitowanego dopiero po TakeOver: Brooklyn. Na NXT TakeOver: Brooklyn, Crews pokonał Tye'a Dillingera w swojej pierwszej oficjalnej walce dla NXT. 14 października Crews wygrał Battle Royal o miano pretendenckie do NXT Championship, eliminując barona Corbina jako ostatniego. Z mistrzem, Finnem Bálorem, zawalczył 4 listopada 2015 na NXT; ich walka zakończyła się wygraną Crewsa poprzez dyskwalifikację spowodowaną interwencją barona Corbina. Rywalizacja pomiędzy Crewsem a Corbinem doprowadziła do wygranego przez Corbina pojedynku na grudniowej gali NXT TakeOver: London. W marcu 2016 Crews powstrzymał Eliasa Samsona przed atakiem na Johnnym Gargano. Crews wygrał walkę z Samsonem podczas odcinka NXT z 6 kwietnia 2016; było to jego ostatnie starcie stoczone dla brandu rozwojowego.

#### Główny roster (2016-2017)
W głównym rosterze WWE Crews zadebiutował 4 kwietnia 2016, pokonując Tylera Breeze'a podczas odcinka Raw. Wkrótce po debiucie rozpoczął rywalizację z grupą Social Outcasts. Pokonał wszystkich jej członków, w tym lidera – Heatha Slatera. Pierwszą porażkę w głównym rosterze odniósł 23 maja na Raw, w przegranym pojedynku przeciwko Chrisowi Jericho; była to walka kwalifikacyjna do Money in the Bank ladder matchu, przed którą Crews został zaatakowany przez Sheamusa. Crews i Sheamus zawalczyli ze sobą na gali Money in the Bank, ze starcia zwycięsko wyszedł Crews.
19 lipca, w wyniku drugiego podziału WWE na brandy i WWE Draftu, Crews został przydzielony do brandu SmackDown. 26 lipca na SmackDown Crews wygrał Battle Royal, gwarantujący mu miejsce w Six-Pack Challenge'u o miano pretendenckie do WWE World Championship. Six-Pack Challenge odbył się jeszcze tej samej nocy, Crews nie zdołał go wygrać. W następnym tygodniu pokonał Corbina i Kalisto, stając się pretendentem do WWE Intercontinental Championship. Na SummerSlam Crews został pokonany przez panującego mistrza – The Miza. Podczas grudniowej gali WWE Tribute to the Troops pokonał Miza w non-title matchu, dzięki czemu otrzymał szansę zdobycia Intercontinental Championship. O mistrzostwo zawalczył 20 grudnia podczas SmackDown, lecz tym razem nie udało mu się pokonać Miza. Na gali Royal Rumble wziął udział w Royal Rumble matchu, dołączył do starcia z numerem 22. i został wyeliminowany przez Luke’a Harpera. Tuż po gali połączył siły z Kalisto i wraz z nim rozpoczął rywalizację z Dolphem Zigglerem. Na gali Elimination Chamber duo pokonało Zigglera w 2-on-1 Handicap matchu, jednakże po walce stało się ofiarą ataku ze strony rywala. Doprowadziło to do Chairs matchu między Crewsem a Zigglerem podczas SmackDown Live z 28 lutego; z walki zwycięsko wyszedł Ziggler.

#### Współpraca z Titusem O’Neilem (2017-2019)
10 kwietnia 2017, w wyniku Superstar Shake-upu, Crews został przeniesiony do brandu Raw. Wkrótce połączył siły z menedżerem Titusem O’Neilem. Po dołączeniu do „The Titus Brand”, postawa Crewsa zmieniła się na podobieństwo zarozumiałego, obraźliwego O’Neila. 15 maja Crews wyśmiał i zaatakował Enza Amore, a tydzień później przegrał walkę ze swoim byłym tag-team-partnerem – Kalisto. W czerwcu Crews i O’Neil rozpoczęli współpracę z Akirą Tozawą, zmieniając Titus Brand w „Titus Worldwide”. 3 lipca Crews został pokonany przez Brauna Strowmana w walce wieczoru Raw.
Crews następnie rozpoczął krótką rywalizację z Eliasem, gdzie na No Mercy Apollo przegrał z rywalem. Później Dana Brooke dołączyła do Titus Worldwide, podczas gdy Tozawa opuścił drużynę.
O’Neil i Crews rozpoczęli feud o Raw Tag Team Championship z mistrzami Sheamusem i Cesaro, których dwukrotnie pokonali, w styczniu w meczach bez tytułów na szali. Na Elimination Chamber nie zdołali zdobyć tytułów z rąk mistrzów, tak samo jak następnej nocy na Raw, 26 lutego 2018. Pseudonim Crewsa podczas został zmieniony po prostu na „Apollo”. Na WrestleManii 34 nie udało się mu wygrać André the Giant Memorial Battle Royal. 16 kwietnia Apollo powrócił do pseudonimu „Apollo Crews”. Crews brał udział również, w Greatest Royal Rumble pod koniec kwietnia, lecz nie udało mu się go wygrać. 3 września Brooke odeszła z Titus Worldwide, po tym jak Crews i O'Neil próbowali pomóc jej podczas meczu, lecz sprawili że przegrała.
15 października po krótkiej przerwie, Crews rozwiązał Titus Worldwide, pracując teraz jako singlowy wrestler. 31 grudnia Crews wygrał battle royal o miano pretendenckie do Intercontinental Championship, należące do Deana Ambrose'a, z którym przegrał mecz tego samego dnia o mistrzostwo. Na Royal Rumble Crews był uczestnikiem Royal Rumble match'u, którego nie udało mu się wygrać.
Po niepowodzeniu, w André the Giant Memorial Battle Royal na WrestleManii 35, Crews w ramach Superstar Shake-up został przeniesiony z powrotem na SmackDown. W sierpniu Crews rywalizował, w turnieju King of the Ring, gdzie został pokonany przez Andrade w pierwszej rundzie.

#### United States Champion (2020)
6 kwietnia 2020 został z powrotem przeniesiony do Raw. Tam 20 kwietnia pokonał MVP'iego, aby zakwalifikować się do Money in the Bank ladder match'u. Tydzień później podczas walki o United States Championship, z mistrzem Andrade, Crews dostał kontuzji kolana, która wykluczyła go z akcji na prawie miesiąc.
25 maja 2020 na Raw powrócił, pokonując Andrade, w meczu o United States Championship, wygrywając swoje pierwsze mistrzostwo, w WWE. Na Backlash pokonał byłego mistrza, aby z sukcesem obronić mistrzostwo.
W czerwcu Crews rozpoczął feud z The Hurt Business (Bobby Lashley i MVP, do których później dołączył Shelton Benjamin). Na The Horror Show at Extreme Rules Crews miał bronić tytułu, w walce z MVP, lecz z powodu rzekomego zakażenia się COVID-19, Apollo nie mógł się zjawić na gali. Crews po powrocie kilkukrotnie pokonał MVP'iego o mistrzostwo, a następnie stracił tytuł na rzecz Lashleya na gali Payback po 97 dniach panowania. Na Clash of Champions podjął nieudaną próbę odzyskania mistrzostwa, aż następnie w ramach draftu został przeniesiony na SmackDown.

#### Nigeryjskie korzenie i Intercontinental Champion (2020-obecnie)
25 grudnia 2020, w meczu lumberjack Crews pomógł Big E zdobyć Intercontinental Championship, z rąk Samiego Zayna. Następnie Crews zdawał się być sojusznikiem E'iego po przegraniu z nim walki o mistrzostwo i współpracując z nim, w meczach tag team, lecz 12 lutego Crews zaatakował go podczas meczu stając się heel'em po raz pierwszy w karierze. Tydzień później ponownie powtórzył swój atak. W następnych tygodniach Crews zaczął nawiązywać do swoich nigeryjskich korzeni, mówić nigeryjskim akcentem oraz nazywać się członkiem nigeryjskiej rodziny królewskiej.
Na Fastlane nie udało mu się zdobyć mistrzostwa Intercontinental od Big E. Crews jednak otrzymał rewanż o tytuł na WrestleManii 37, w meczu promowanym jako Nigerii Drum Fight, w nawiązaniu do pochodzenia Crewsa, który wygrał za pomocą nowego sojusznika, polaka Commandera Azeeza, zdobywając mistrzostwo Intercontinental po raz pierwszy w karierze.

## Życie osobiste
Uhaa jest pochodzenia nigeryjskiego i ugandyjskiego, jego ojciec pochodzi ze stanu Benue w Nigerii, jego matka natomiast pochodzi z Ugandy. Uhaa jest bliskim przyjacielem Kevina Owensa, Finna Bálora, Chrisa Mastersa i Ricocheta, którzy również są wrestlerami. Uhaa ma siostrę, która należy do United States Army i stacjonuje w San Antonio w Teksasie.
Uhaa ma dwoje dzieci ze swoją żoną, Lindą Palonen: córka, Sade (ur. 22 czerwca 2017 r.) i syn Kai (ur. 9 lutego 2019 r.).

## Inne media
Crews pojawia się jako grywalna postać w grach wideo WWE 2K17 (jako postać do pobrania), WWE 2K18, WWE 2K19, WWE 2K20 oraz WWE 2K Battlegrounds. 

## Mistrzostwa i osiągnięcia
- Dragon Gate
  - Open the Twin Gate Championship (1 raz) – z BxB Hulkiem[2][4]
- Dragon Gate USA
  - Najlepszy debiutant (2011)[4]
- Full Impact Pro
  - FIP Florida Heritage Championship (1 raz)[2][4]
- Great Championship Wrestling
  - GCW Heavyweight Championship (1 raz)[2]
- Preston City Wrestling
  - PCW Heavyweight Championship (1 raz)[103]
- Pro Wrestling Illustrated
  - 72. miejsce w rankingu PWI 500 w 2016[104]
- WWE
  - WWE Intercontinental Championship (1 raz, obecnie)[105]
  - WWE United States Championship (1 raz)[106]